# 流浪神狗人
《流浪神狗人》是一部2008年的台灣電影，由新銳女導演陳芯宜編導，高捷、蘇慧倫、張翰、張洋洋等人主演。劇情表現方式採用類似《衝擊效應》的鋪陳，以幽默的口吻敘述出台灣社會的盲點及無奈。
《流浪神狗人》自推出以來佳評如潮，並且陸續參加金馬國際影展、釜山影展、2008年柏林影展青年論壇單元，獲得第44屆金馬獎最佳編劇、最佳剪接、最佳美術三項大獎提名。
《流浪神狗人》2008年3月28日於台灣上映。

## 角色
- 高捷飾演牛角
- 蘇慧倫飾演青青
- 張翰飾演阿雄
- 張洋洋飾演阿仙
- 杜曉寒飾演Savi

## 製作
《流浪神狗人》由威像電影製作，陳芯宜編導，為新聞局輔導金電影，製片成本約1200萬新台幣。自2006年9月5日開拍，於2006年10月28日殺青，隨後進入後製階段。後製階段進駐中影技術中心進行剪輯工作，延宕至2007年4月才宣告剪輯完成。之後進行音效後製工作，於同年2007年7月4日正式宣告完成。

## 反應

### 參展
《流浪神狗人》好評不斷，參加多項影展。2007年首先參加第26屆溫哥華影展，隨後入圍釜山影展「新潮流」單元，最後敗給中國大陸電影《軌道》。也參加本土金馬國際影展，隨後，入圍了瑞士佛瑞堡影展正式競賽單元。
2008年，《流浪神狗人》入圍第58屆柏林影展青年論壇單元，獲得當地媒體盛讚。首先德國當地《日日新聞報》以大篇幅報導電影，之後同樣也獲得德國《每日鏡報》大篇幅報導，隨後獲得柏林影展會外獎《每日鏡報》最佳影片獎，導演陳芯宜同時獲得3000歐元獎金。《流浪神狗人》也獲得法國女性影展等二十多個影展邀約，德、美、巴西等國的片商也紛紛表示興趣。

### 獎項

#### 入圍
- 金馬獎
  - 最佳編劇－陳芯宜、樓一安
  - 最佳剪接－陳芯宜
  - 最佳美術設計－黃美清
- 2008年亞洲電影大獎
  - 最佳男主角－高捷

## 外部連結
- Yahoo奇摩電影上《流浪神狗人》的資料（繁體中文）
- MSN娛樂上《流浪神狗人》的資料（繁體中文）

- 開眼電影網上《流浪神狗人》的資料（繁體中文）
- 豆瓣电影上《流浪神狗人》的資料 （简体中文）
- 时光网上《流浪神狗人》的資料（简体中文）
- AllMovie上《流浪神狗人》的资料（英文）
- 爛番茄上《流浪神狗人》的資料（英文）
- 香港影庫上《流浪神狗人》的資料（繁體中文）
- 互联网电影数据库（IMDb）上《流浪神狗人》的资料（英文）